# Villa Elisabeth (Lohfelden)
Die Villa Elisabeth in der Kasseler Straße 5 ist eine denkmalgeschützte Villa in der nordhessischen Gemeinde Lohfelden.

## Geschichte

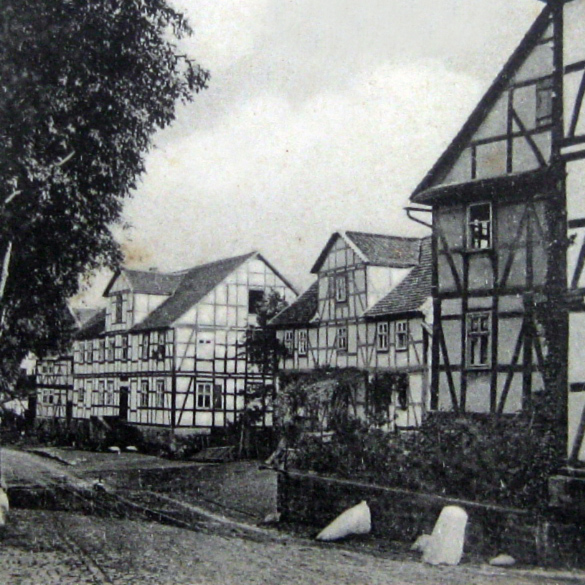
Das Gebäude im Jahr 1909, sichtbar ist eine Pergola und an der Ecke zur Riegelgasse ein Hausbaum

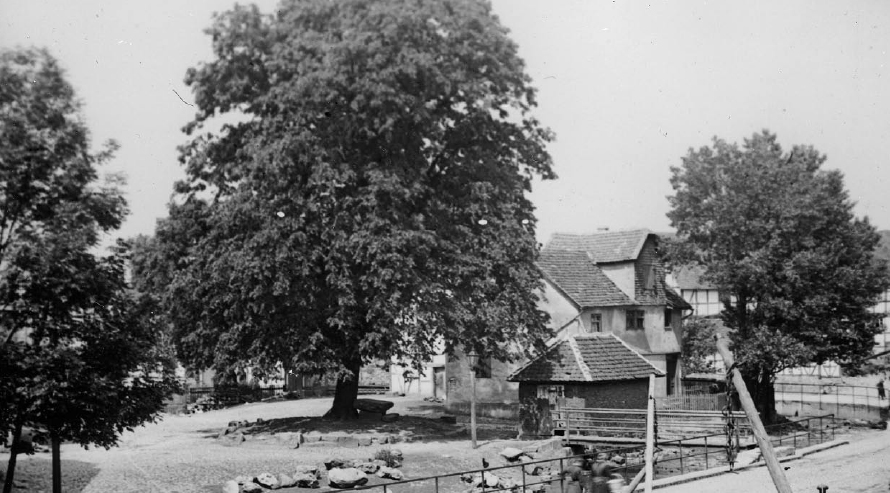
Blick vom Treppenhaus auf den Gerichtsplatz, 1910. Sichtbar ist der Wahlebach. Dieser Blick änderte sich erst spät: 2015 wurde die Linde gefällt, zwei Jahre später das Haus rechts abgerissen

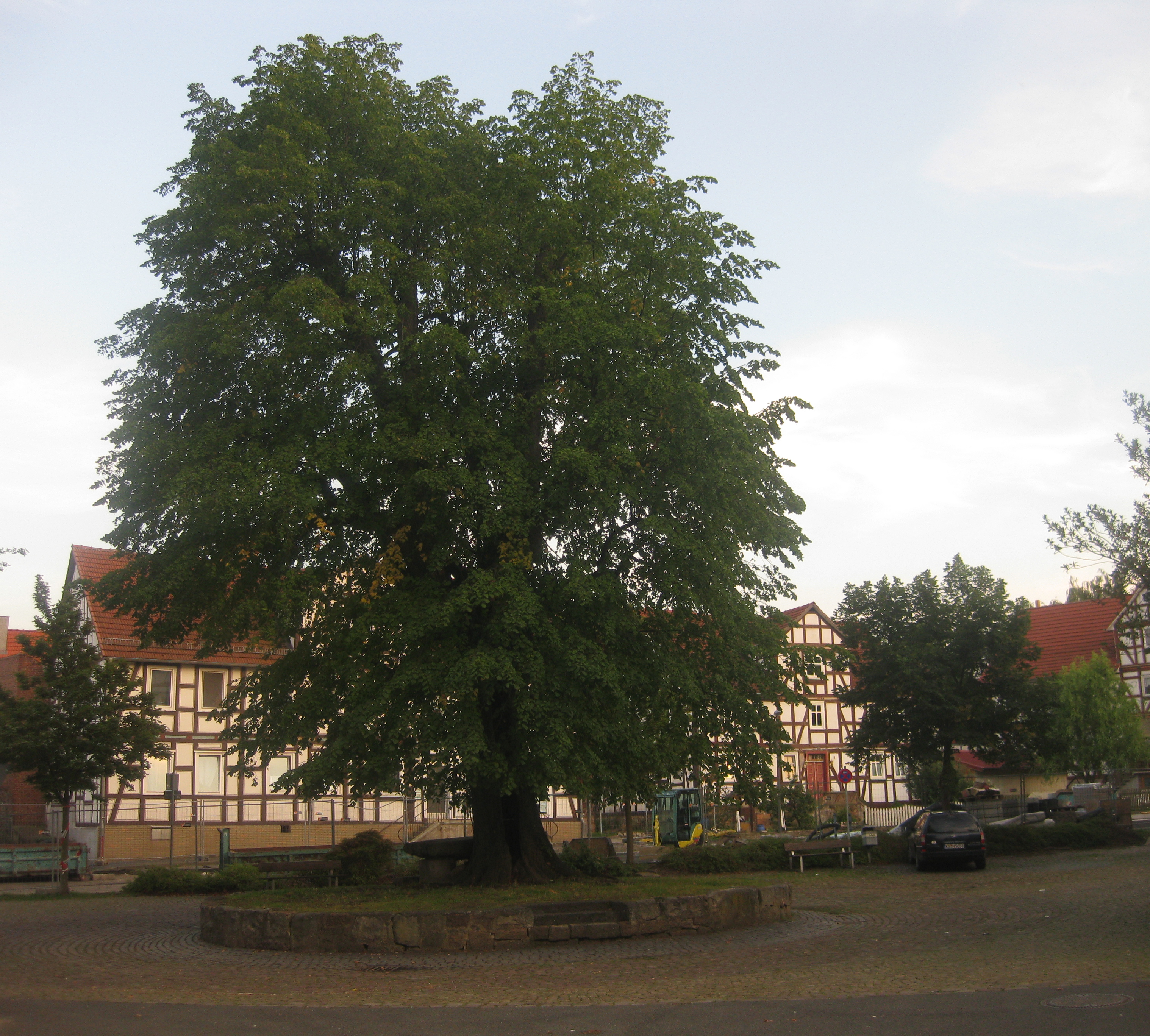
Lage an der alten Linde, 2011

Um 1800 wurden die Grundstücke an der alten Linde von Vollmarshausen aus Erbgründen neu aufgeteilt. An Stelle eines Altbaus entstand im Jahr 1825 die Villa Elisabeth. Es ist als primäres Wohnhaus etwas kleiner als die als Einhaus konzipierten Gebäude der Nachbargrundstücke 4 und 6. Bauherren waren der Unternehmer und Nebenerwerbslandwirt Michael Armbröster und seine Ehefrau Elisabeth Armbröster. Das Gebäude gehörte dem kinderlosen Unternehmer Johannes Lengemann, der mit seiner Haushälterin in dem Haus wohnte. Lengemann strengte 1930 einen Prozess an, damit der Schuppen der an dem Haus lehnt entfernt wird, das Argument des Brandschutzes wurde widerlegt, der Schuppen wurde später sogar erneuert. Später hatte im Gebäude die Sprituosenfirma Hackel & Fischer von Robert Hackel und Paul Fischer ihren Sitz, deren bekanntestes Produkt ab 1950 der „Berggeist“ war.
Bis 1936 lautete die Adresse Dorfstraße 5, seitdem Kasseler Straße 5. Zwischen dem Haus und der Linde verläuft der Wahlebach, heute jedoch in einer Verdolung.
An der Riegelgasse führt der Eco Pfad Lohfelden entlang, eine Route zu historischen Sehenswürdigkeiten.

## Gebäude

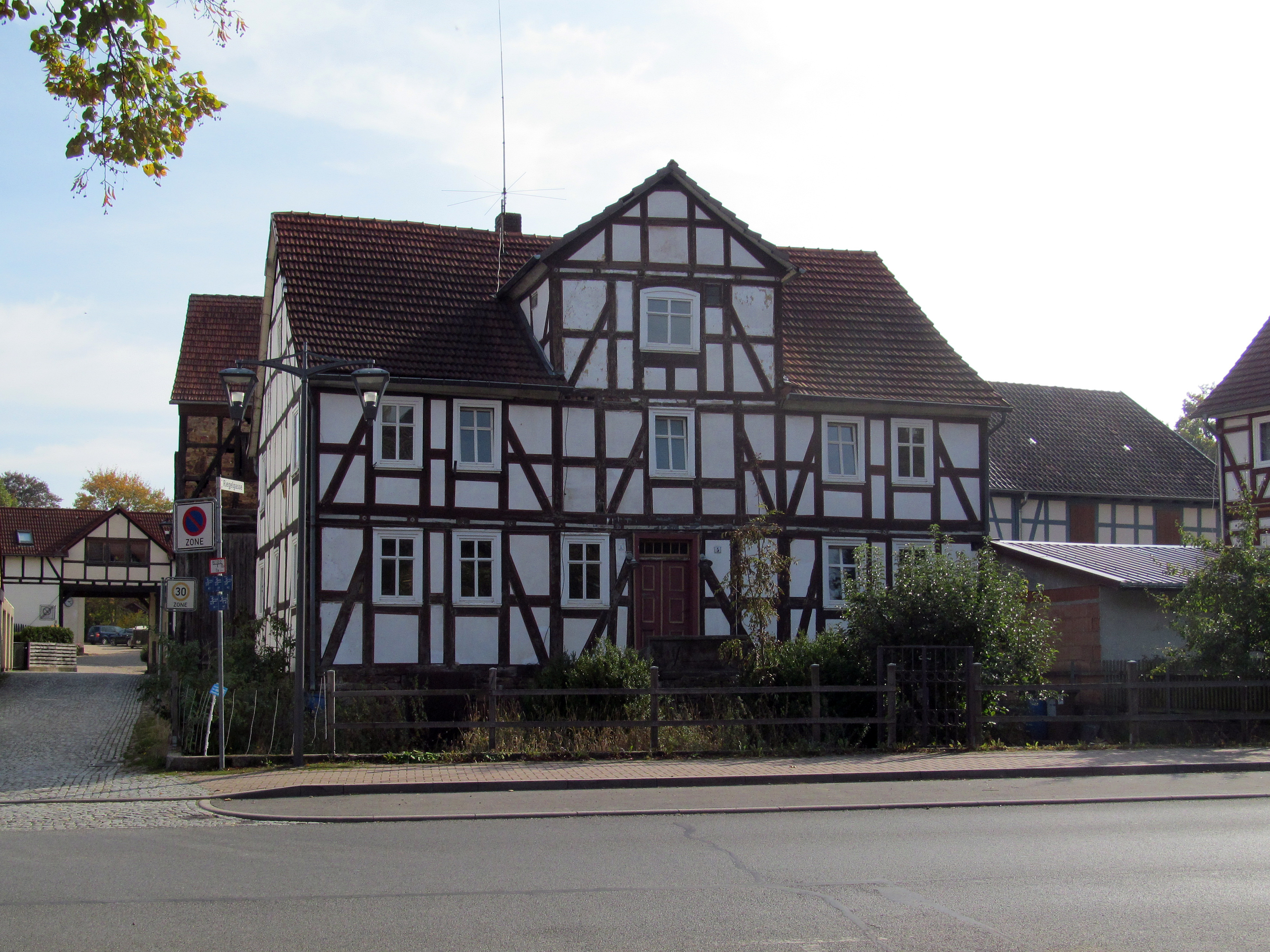
Das Gebäude im Herbst 2018

Das fünf zu zwei Fensterachsen große, unverputzte Fachwerkhaus mit Satteldach hat in der nördlichen Hauptansicht einen flächenbündigen, dreigeschossigen Mittelrisalit mit einem Dreiecksgiebel. Vor dem Risalit besteht im Erdgeschoss eine zweiläufige Sandsteintreppe auf der sich eine (verwitterte) Gedenktafel befindet. Alle vier Fassaden sind streng symmetrisch gegliedert. Der Haupteingang wurde zeitweilig von der doppelflügeligen Tür an der Treppe zu dem fast ebenerdigen Nebeneingang auf die Rückseite verlegt. Dort befindet sich auch ein Trog und ein Ring zum Anbinden von Pferden.
Von der einstigen Einfriedung des Gartens existiert nur noch das Gartentor. Der Hausbaum und die Pergola existieren nicht mehr, stattdessen gibt es im Garten einen Apfelbaum und seit 2010 den Birnbaum einer alten Sorte aus dem Projekt „Junge Riesen“.
Erhalten ist an historischen Innenausstattungselementen eine große klassizistische Türeinfassung und eine hölzerne Winkeltreppe mit Viertelpodest.

## Denkmalschutz
Aus architektonischen, baukünstlerischen und ortsgeschichtlichen Gründen steht die an zentraler Stelle stehende Villa unter dem Denkmalschutz des Landes Hessen. Das Gebäude ist ein Kulturdenkmal und darüber hinaus auch Teil der Gesamtanlage Vollmarshausen.